# Sadako gấp ngàn hạc giấy
Sadako gấp ngàn hạc giấy (tiếng Anh: Sadako and the Thousand Paper Cranes) là một cuốn tiểu thuyết lịch sử dành cho trẻ em được viết bởi tác giả người Mỹ gốc Canada Eleanor Coerr và xuất bản năm 1977. Nó lấy bối cảnh ở Nhật Bản sau Thế chiến II, dựa theo câu chuyện có thật về Sasaki Sadako, một nạn nhân bom nguyên tử. Cuốn sách đã được dịch ra nhiều thứ tiếng và xuất bản ở nhiều nơi, được sử dụng cho các chương trình giáo dục hòa bình ở các trường tiểu học.

## Tóm tắt
Sau khi được chẩn đoán mắc bệnh bạch cầu do phóng xạ, người bạn của Sadako đã bảo cô gấp những con hạc giấy origami (gọi là hạc giấy orizuru) với hy vọng tạo ra một ngàn con hạc. Cô đã được truyền cảm hứng để làm như vậy bởi truyền thuyết Nhật Bản rằng một người tạo ra một ngàn con hạc origami sẽ được ban một điều ước. Mong ước của cô chỉ đơn giản là sống qua căn bệnh bạch cầu để có thể tham gia vào đội tuyển thi chạy mà cô mơ ước. Khi kể lại câu chuyện của mình, cô chỉ gấp được 644 con hạc giấy trước khi vào ngày cô không thể gấp tiếp, không thể nhìn thấy ánh sáng mặt trời, và chết vào sáng ngày 25 tháng 10 năm 1955 khi biết gia đình sẽ luôn ở bên cô. Bạn bè và gia đình của Sadako đã giúp hoàn thành giấc mơ của cô bằng cách gấp những con hạc giấy còn lại, và chúng được chôn cùng Sadako.
Tuy nhiên, nội dung thuật lại trong cuốn sách rằng Sadako "đã chết trước khi hoàn thành 1000 con hạc giấy và hai người bạn của cô đã hoàn thành nốt nhiệm vụ, đặt những con hạc giấy đã hoàn thành vào trong quan tài của cô" không được các thành viên gia đình còn sống của cô đồng ý. Theo gia đình cô, và đặc biệt là anh trai Masahiro Sasaki, người nói về cuộc sống của em gái mình tại các sự kiện, Sadako không chỉ vượt quá 644 con hạc, cô đã vượt quá mục tiêu 1000 con và chết khi đã gấp khoảng 1400 con hạc giấy. Masahiro Sadako, nói trong cuốn sách The Complete Story of Sadako Sasaki rằng cô đã gấp vượt quá mục tiêu của mình.
Câu chuyện hoàn chỉnh về Sadako Sasaki ′ được đồng sáng tác bởi Masahiro Sasaki (anh trai cô) và Sue DiCicco, người tiếpsáng lập Dự án Cẩu hòa bình. Ông Sasaki và gia đình đã tặng một số hạc giấy của Sadako tại những nơi quan trọng trên khắp thế giới: ở NYC tại đài tưởng niệm 9-11, tại Trân Châu Cảng, Hawaii, tại Thư viện & Bảo tàng Truman vào ngày 19 tháng 11 năm 2015, tại Bảo tàng Of Dung sai vào ngày 26 tháng 5 năm 2016 và Bảo tàng Quốc gia Mỹ-Nhật ba ngày sau đó. Các tổ chức Quyên góp Hạc giấy USS Arizona và Bảo tàng Tổng thống Truman Quyên góp được giúp đỡ bởi ông Clifton Truman Daniel, cháu trai của Tổng thống Truman.
Sau khi cô qua đời, bạn bè và bạn học của Sadako đã xuất bản một sưu tập các thư từ để gây quỹ xây dựng đài tưởng niệm cho cô và tất cả những đứa trẻ đã chết vì ảnh hưởng của bom nguyên tử. Năm 1958, một bức tượng Sadako cầm một con hạc giấy vàng đã được công bố trong Đài tưởng niệm Hòa bình Hiroshima, còn được gọi là Mái vòm Genbaku, và được lắp đặt trong Công viên Hòa bình Hiroshima.